# Lâm Uyển Nhi
Lâm Uyển Nhi (5 tháng 5 1975 – 13 tháng 10 2007) là một người đẹp Việt Nam đã đoạt giải nhất cuộc thi Người đẹp các thành phố biển năm 1989. Cô đã bỏ học để vào lập nghiệp ở Thành phố Hồ Chí Minh. Lâm Uyển Nhi sinh ra trong một gia đình có tám chị em tại thành phố biển Nha Trang. Cha bỏ đi khi Nhi còn thơ dại, cô lớn lên trong vòng tay yêu thương của mẹ. Đời sống gia đình cô vô cùng khó khăn. Về sau cô nghiện ma túy rồi nhiễm HIV. Cô sống những ngày cuối đời tại Trung tâm Giáo dục Lao động xã hội và qua đời năm 2007.
Cô từng là một nhân vật trong chương trình "Người đương thời" của Đài Truyền hình Việt Nam, và là chủ đề của những loạt bài phóng sự dài kỳ trên các tờ báo lớn.

## Cuộc đời
Lâm Uyển Nhi có cha là một sĩ quan không quân của Quân lực Việt Nam Cộng hòa (đã di tản nước ngoài).
Cô được trùm xã hội đen Phạm Chí Tin, biệt danh "Tin Pales" - nhân vật "nổi tiếng" ở Nha Trang  nhận làm con nuôi và chu cấp từ áo dài đi thi đến việc tổ chức cho Nhi tập luyện để lên sân khấu cho Cuộc thi Hoa khôi các thành phố biển năm 1989.
Uyển Nhi lấy chồng là Patrick, người Pháp, sinh năm 1951. Hai người quen nhau ở sàn nhảy. Hai vợ chồng cô sinh được một con trai (con thứ nhất), tên là Lâm Kỳ Vĩ - Patrick Thovani (vợ chồng Nhi đã gửi con cho bà ngoại ở Nha Trang nuôi). Uyển Nhi đã bị nghiện hút nặng và được chồng đưa đi cai ở Đà Lạt. Sau khi cai xong, hai vợ chồng ra Hà Nội. Ngay sau đó chồng cô bị bắt vì buôn đồ cổ trái phép, phải ngồi tù. Vì Uyển Nhi sống dựa hoàn toàn vào chồng, nên cô suy sụp và lại sa vào nghiện hút rồi đi làm gái mại dâm kiếm sống. Chỉ sau đó một thời gian cô bị bắt vào trại Lộc Hà (Ba Vì, Hà Nội) để phục hồi nhân phẩm 3 lần. Trong trại, cô được giao việc chăm sóc cho các trẻ em bị nhiễm HIV, bản thân cô cũng đã nhiễm HIV khi làm gái mại dâm.
Con trai thứ hai của cô là một người tên Nam, sinh ngày 28 tháng 9 năm 2003, có cha là một người đàn ông ở thị trấn Hương Canh, tỉnh Vĩnh Phúc.

## Khát vọng làm giàu
Từ nhỏ cô đã có khát vọng thoát nghèo mãnh liệt, khi 13 tuổi cô đã có tâm niệm rằng: 
| “                            | Lớn lên dù có phải đi làm đĩ mà xây cho má được một ngôi nhà tử tế con cũng làm | ” |
| — Lâm Uyển Nhi (khi 13 tuổi) |                                                                                 |   |

## Phim ảnh

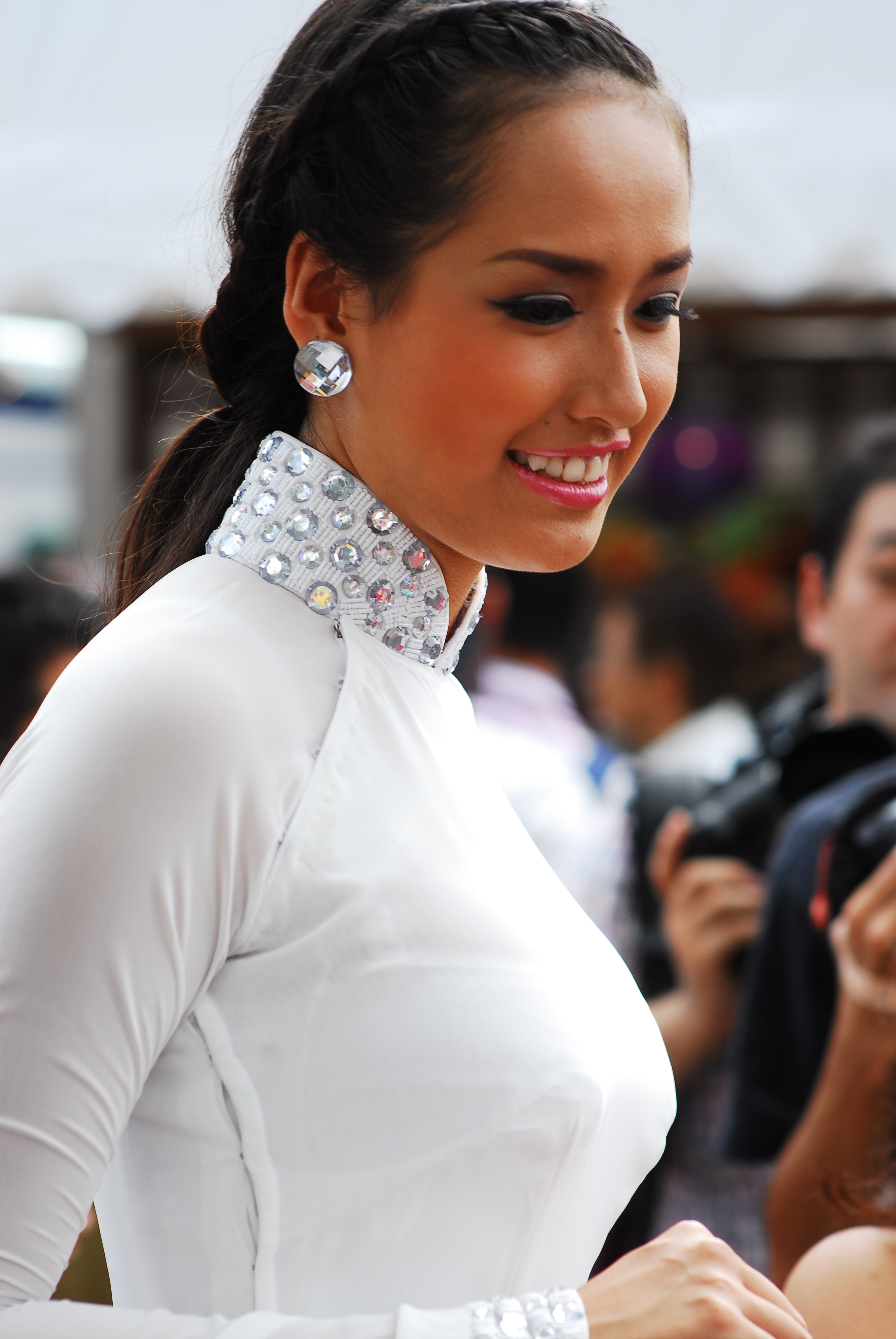
Mai Phương Thúy, người đảm nhiệm vai chính trong phim "Âm tính" năm 2008

Năm 2008, hãng phim TFS thực hiện bộ phim truyền hình 20 tập Âm tính (phim 2010) với nội dung về cuộc đời thăng trầm của Lâm Uyển Nhi. Phim do nhà văn Nguyễn Quang Lập viết kịch bản và Hoa hậu Việt Nam 2006 Mai Phương Thúy đảm nhiệm vai chính, đạo diễn Nguyễn Phương Điền.